# Limbert Méndez
Limbert Méndez (ur. 18 sierpnia 1982 w Trinidadzie) – boliwijski piłkarz występujący na pozycji obrońcy. Obecnie występuje w klubie Club Bolívar. W przeszłości grał w Club Jorge Wilstermann oraz Club Aurora.